# Yoshiyuki Takemoto
Yoshiyuki Takemoto (竹元 義幸 Takemoto Yoshiyuki?), född 3 oktober 1973 i Kanagawa prefektur, är en japansk före detta fotbollsspelare.
Takemoto började sin karriär 1993 i NKK. Efter NKK spelade han för Avispa Fukuoka, Tokyo Gas, Fukushima FC, Mito HollyHock och Sagan Tosu. Han avslutade karriären 2002.